# 梨园头车辆段
梨园头车辆段位于天津市西青区，为天津地铁五号线和十号线的车辆段。附近有李七庄南站和于台站。